# Rue des Anges (Liège)
La rue des Anges est une artère du centre de la ville de Liège (Belgique) située le long du jardin botanique.

## Odonymie
Le nom de la rue provient du couvent des Chanoinesses des Anges qui se situait entre 1629 et 1797 dans ce quartier.

## Description
Cette rue pavée, rectiligne  et en légère montée mesure environ 150 m. Elle longe la partie sud du jardin botanique visible depuis les façades de tous les immeubles (numéros impairs). La rue applique un sens unique de circulation automobile de la rue Louvrex vers la rue Nysten.

## Architecture

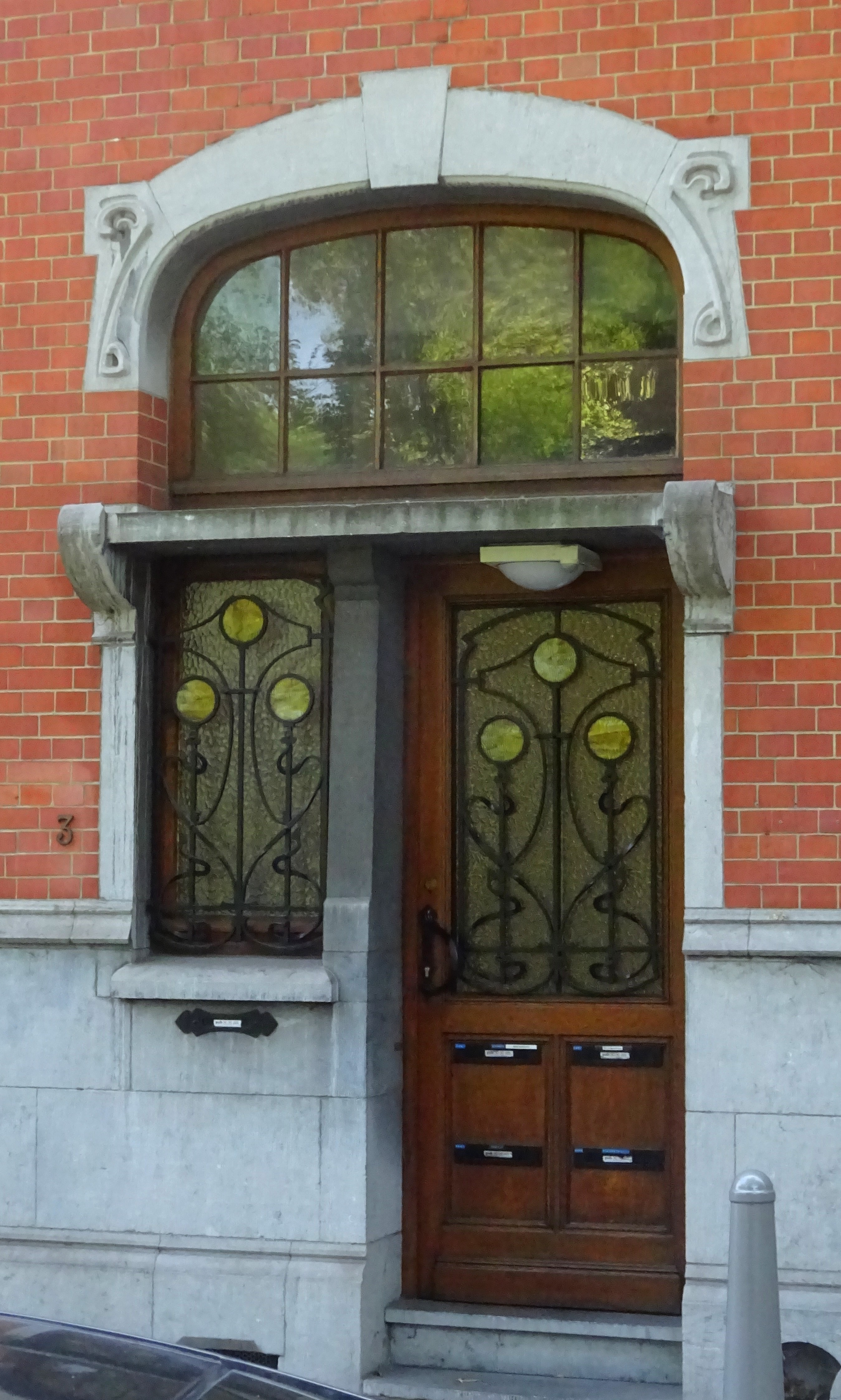
Entrée de la maison Art nouveau, rue des Anges 3

La plupart des immeubles de la rue ont été érigés entre 1840 et 1850 dans le style néo-classique. Toutefois, les immeubles situés aux nos 3, 5 et 7 ont été réalisés au début du XXe siècle, le no 3 dans un style Art nouveau en 1910 par l'architecte Jules Micha.

## Personnalités liées à la rue
L'écrivain français Sainte-Beuve a résidé au no 25 en 1848 et 1849. Pendant cette période, il occupait  une chaire à l'université de Liège, où il donnait un cours consacré à Chateaubriand et à son groupe littéraire. Une plaque commémorative est placée au-dessus de la porte d'entrée.
Le Français Jean-Pierre Rousseau, alors directeur général de l'Orchestre philharmonique royal de Liège, et consul honoraire de France à Liège, a résidé au 9 rue des Anges de 2005 à 2014.

## Voies adjacentes
- Rue Louvrex
- Rue Nysten
- Rue de Sluse
- Rue Charles Morren